# Morunasaurus groi
Morunasaurus groi là một loài thằn lằn trong họ Hoplocercidae. Loài này được Dunn mô tả khoa học đầu tiên năm 1933.